# Parabola butyraula
Parabola butyraula är en fjärilsart som beskrevs av Edward Meyrick 1913. Parabola butyraula ingår i släktet Parabola och familjen stävmalar. Inga underarter finns listade i Catalogue of Life.